# Servais Thomas
Thomas Joseph Servais (Herstal, 5 september 1910 - 1 april 1983) was een Belgisch senator.

## Levensloop
De socialistische militant Thomas werd gemeentesecretaris van Herstal.
Van 1971 tot 1977 zetelde hij voor de PSB in de Senaat. Van 1971 tot 1976 was hij provinciaal senator voor Luik en in januari 1976 werd hij rechtstreeks gekozen senator voor het arrondissement Luik als opvolger van de overleden Edmond Cathenis, wat hij bleef tot in 1977. Hij zetelde als senator van 1971 tot 1977 tevens in de Raad voor de Franse Cultuurgemeenschap en van 1974 tot 1977 in de voorlopige Waalse Gewestraad.